# Lohe-Föhrden
Lohe-Föhrden (dänisch: Lo-Førden; plattdt.: Loh-Föhrden, Lo-Föörden) ist eine Gemeinde am Ochsenweg im Kreis Rendsburg-Eckernförde in Schleswig-Holstein. Lohe, Föhrden, Sorgbrück und ein Teil der Bundeswehrliegenschaft Hugo-Junkers-Kaserne liegen im Gemeindegebiet.

## Geografie
Lohe-Föhrden liegt etwa sieben Kilometer westlich von Rendsburg in der Sorgeniederung. Östlich verläuft die Bundesstraße 77 nach Schleswig.

## Geschichte
Einige der Schlachten im Großen Nordischen Krieg wurden 1712 in der Lohheide ausgetragen.

## Politik

### Gemeindevertretung
Bei der Kommunalwahl am 14. Mai 2023 wurden insgesamt neun Sitze vergeben. Diese fielen erneut alle an die Kommunale Wählergemeinschaft Lohe-Förden. Die Wahlbeteiligung betrug 56,5 %.

### Wappen
Blasonierung: „In Grün ein silberner schräg-linker Wellenbalken, oben ein silberner dreiblättriger Eichenzweig, unten zwei gekreuzte aufrechte silberne Schwerter.“

## Wirtschaft
Das Gemeindegebiet ist überwiegend landwirtschaftlich geprägt, es gibt jedoch auch viele Berufspendler, vor allem nach Rendsburg, Hohn und Fockbek.